# 聖安德烈斯島

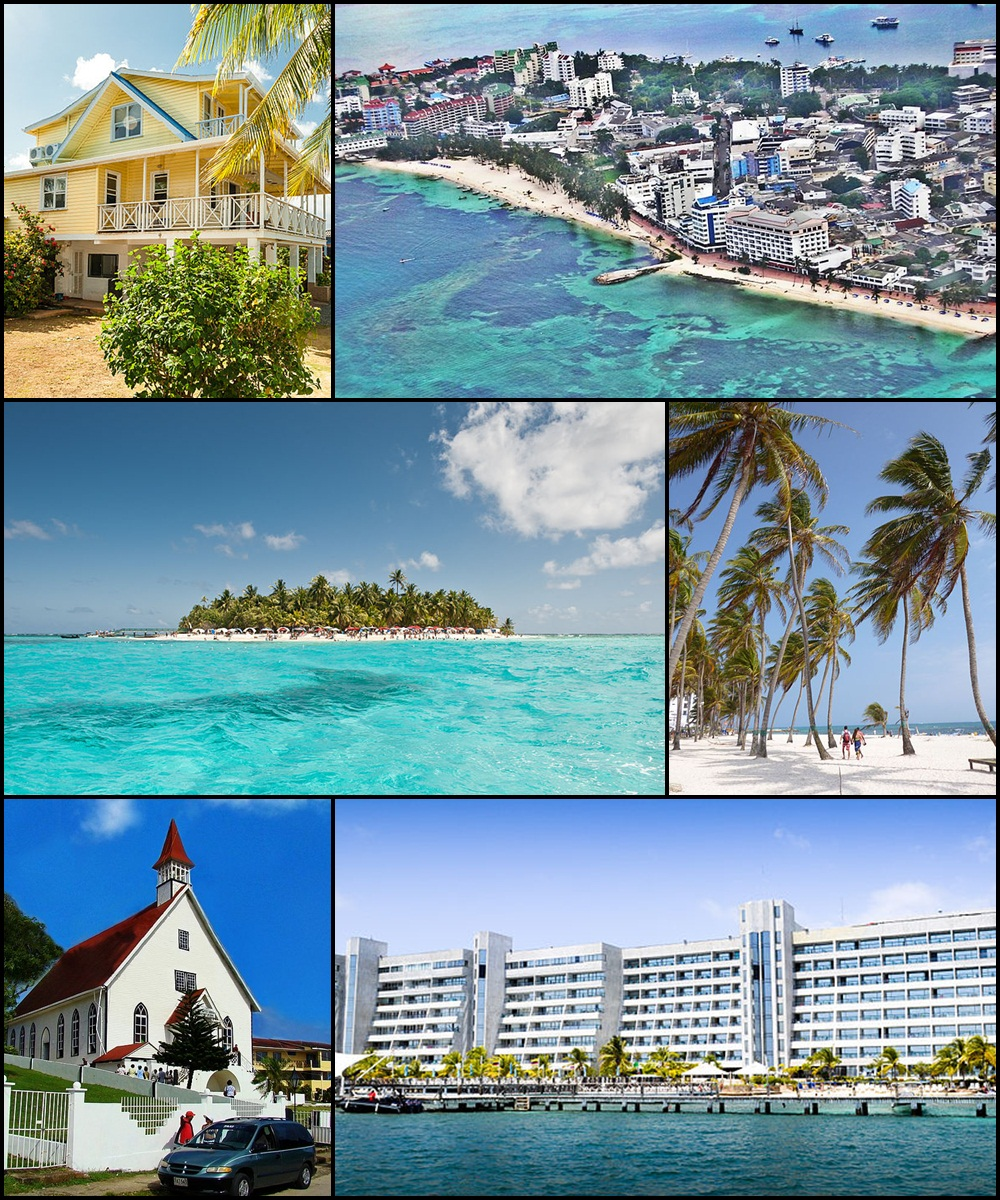

12°35′N 81°42′W / 12.583°N 81.700°W
聖安德烈斯島（西班牙語：Isla de San Andrés）是哥倫比亞的珊瑚島，位於加勒比海，由聖安德列斯-普羅維登西亞省負責管轄。島長12公里、寬3公里，面積26平方公里，最高點海拔高度85米，2007年人口約有7萬人。省的首府聖安德列斯位於島的北部。
聖安德烈斯島位於省內另一主要島嶼普羅維登西亞島以南約50公里。

## 圖集

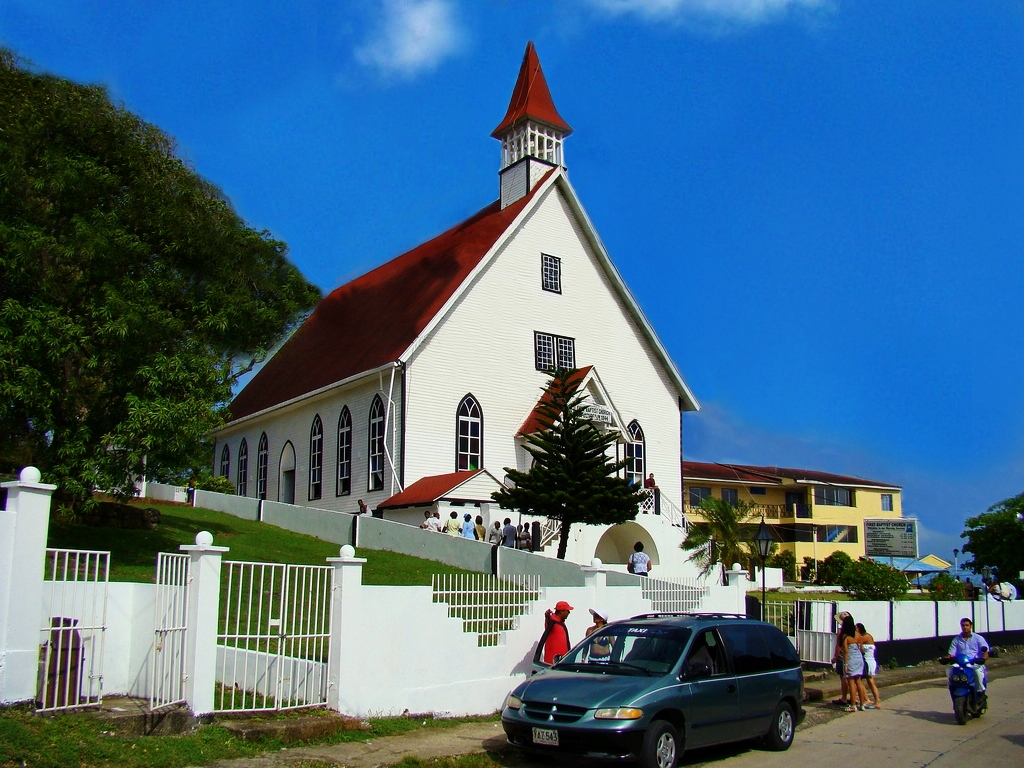
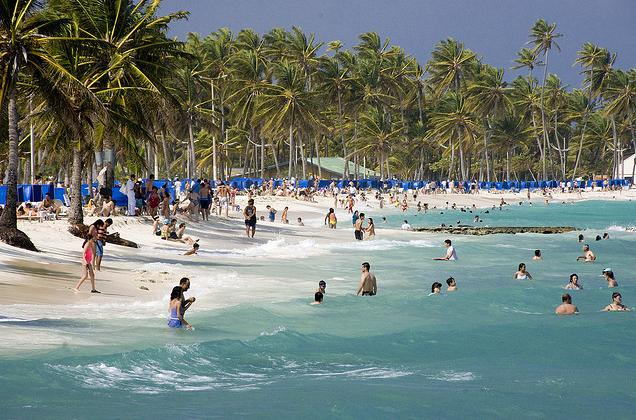
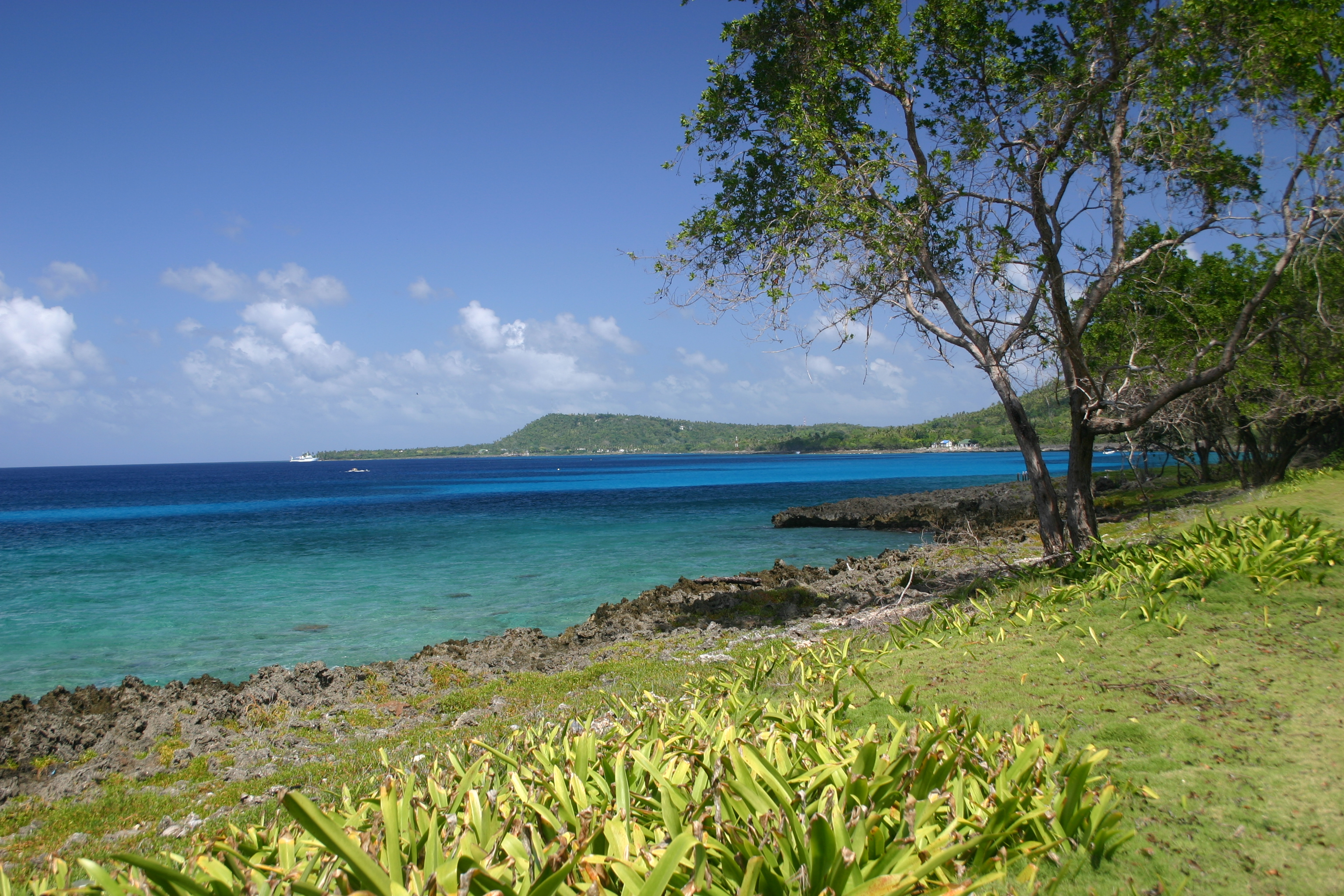
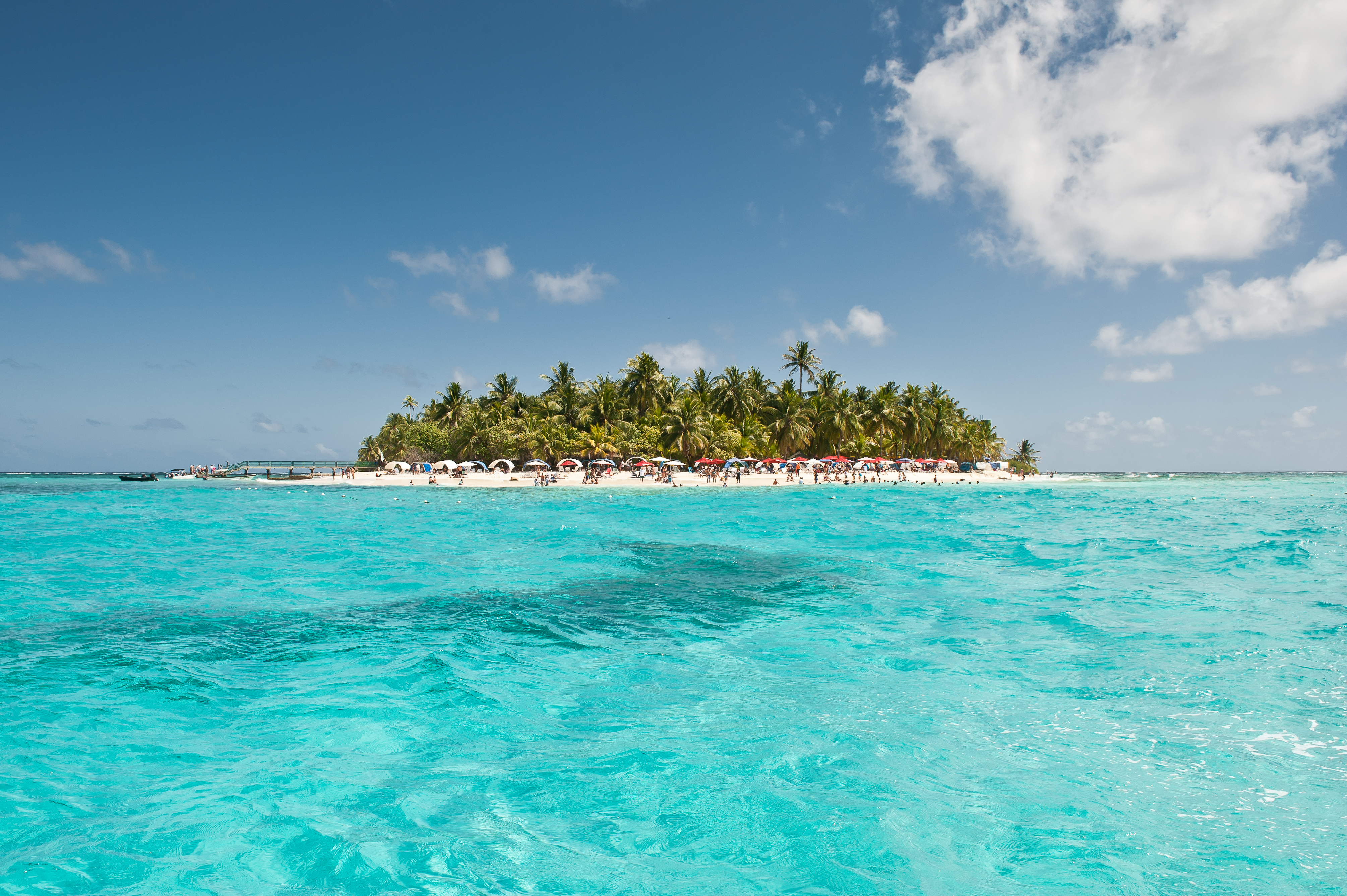
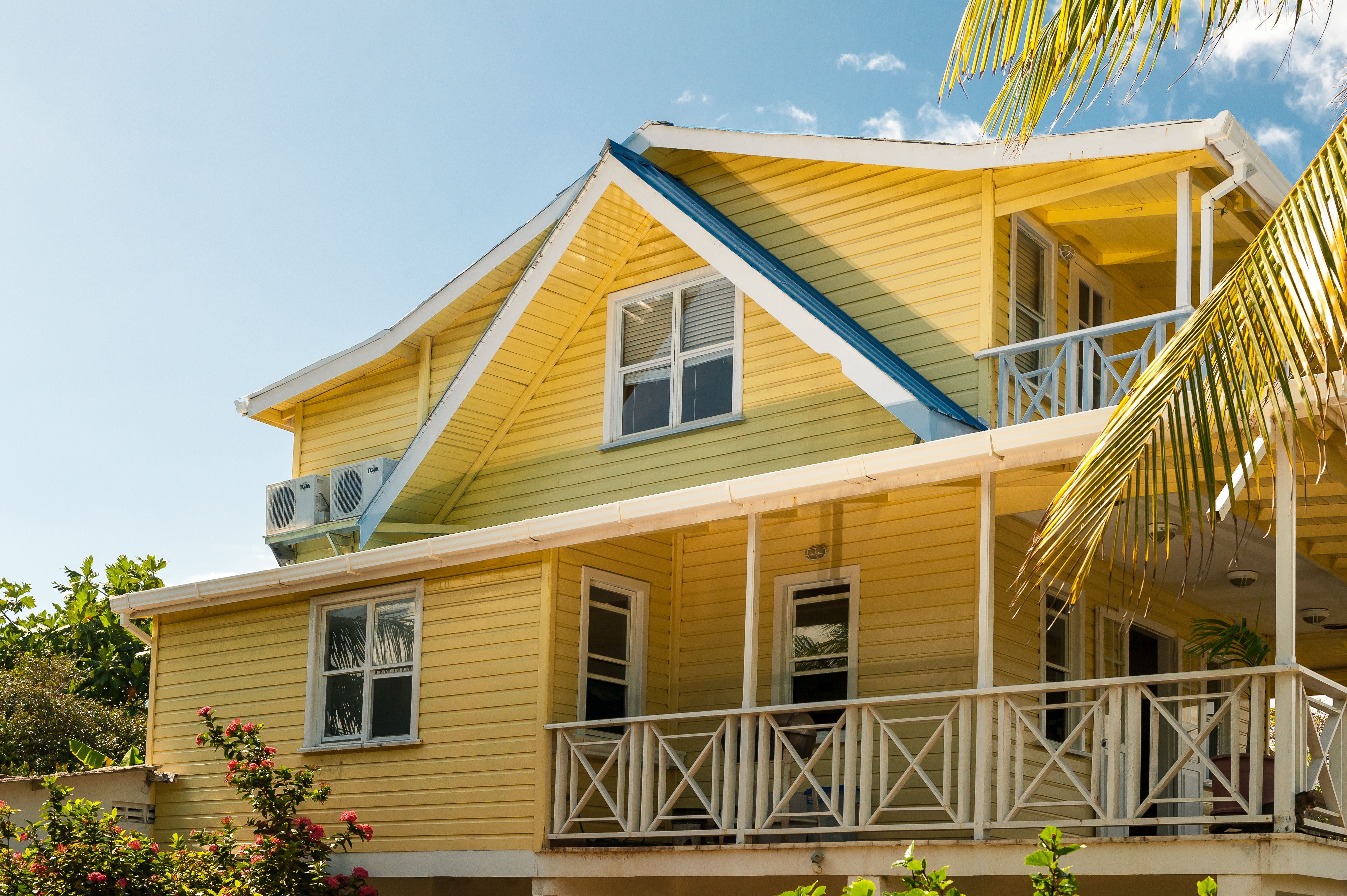
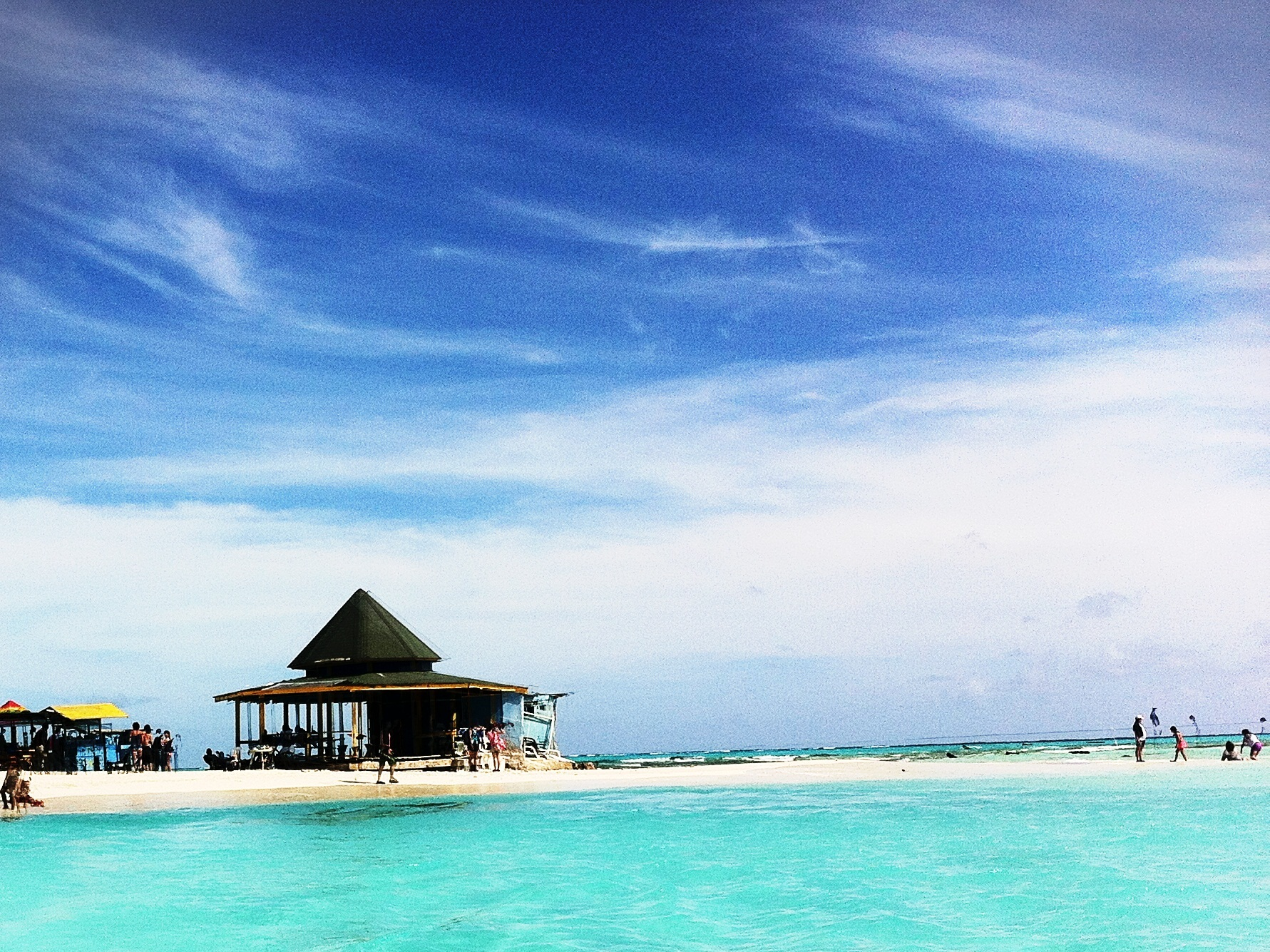
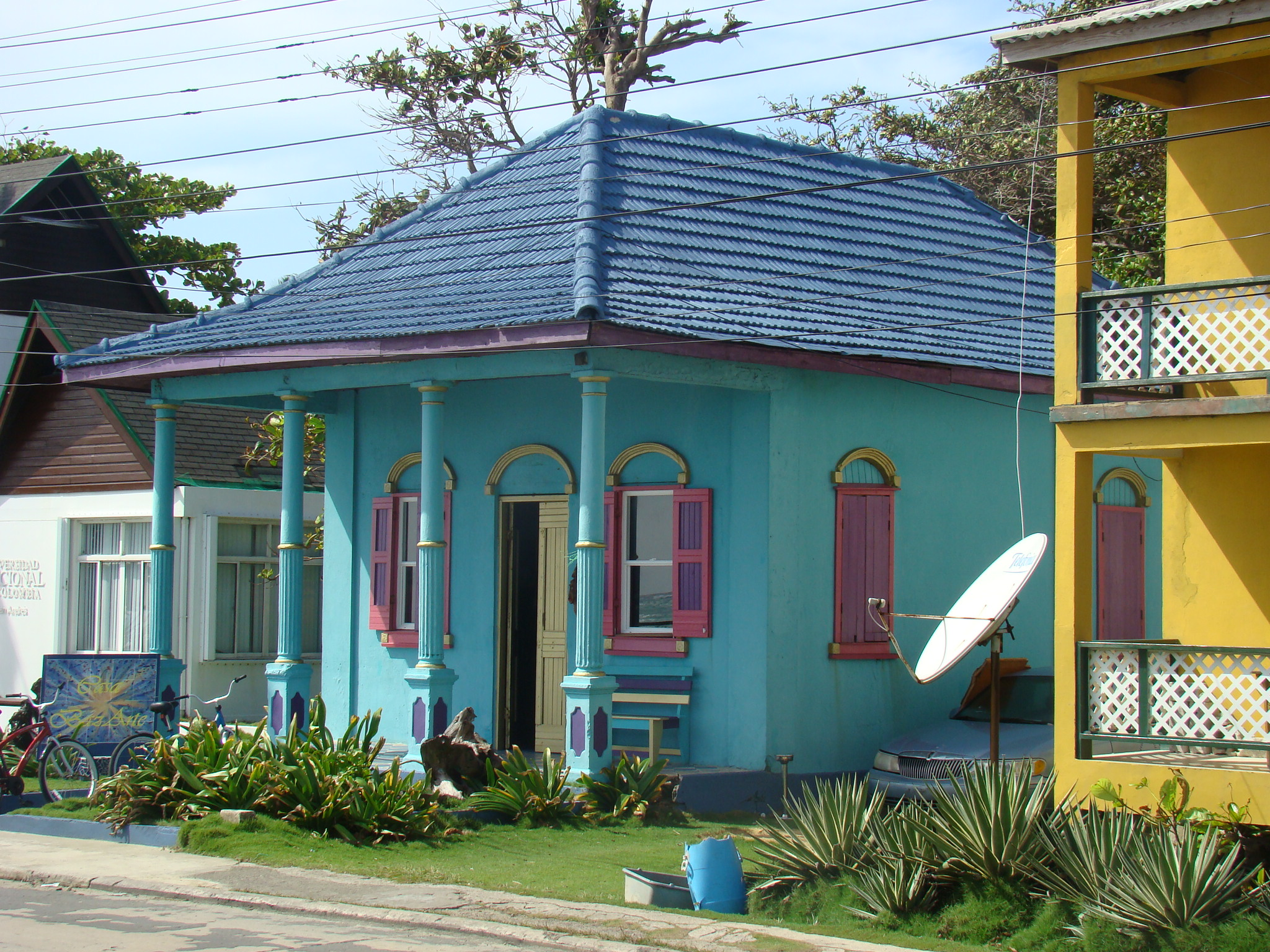
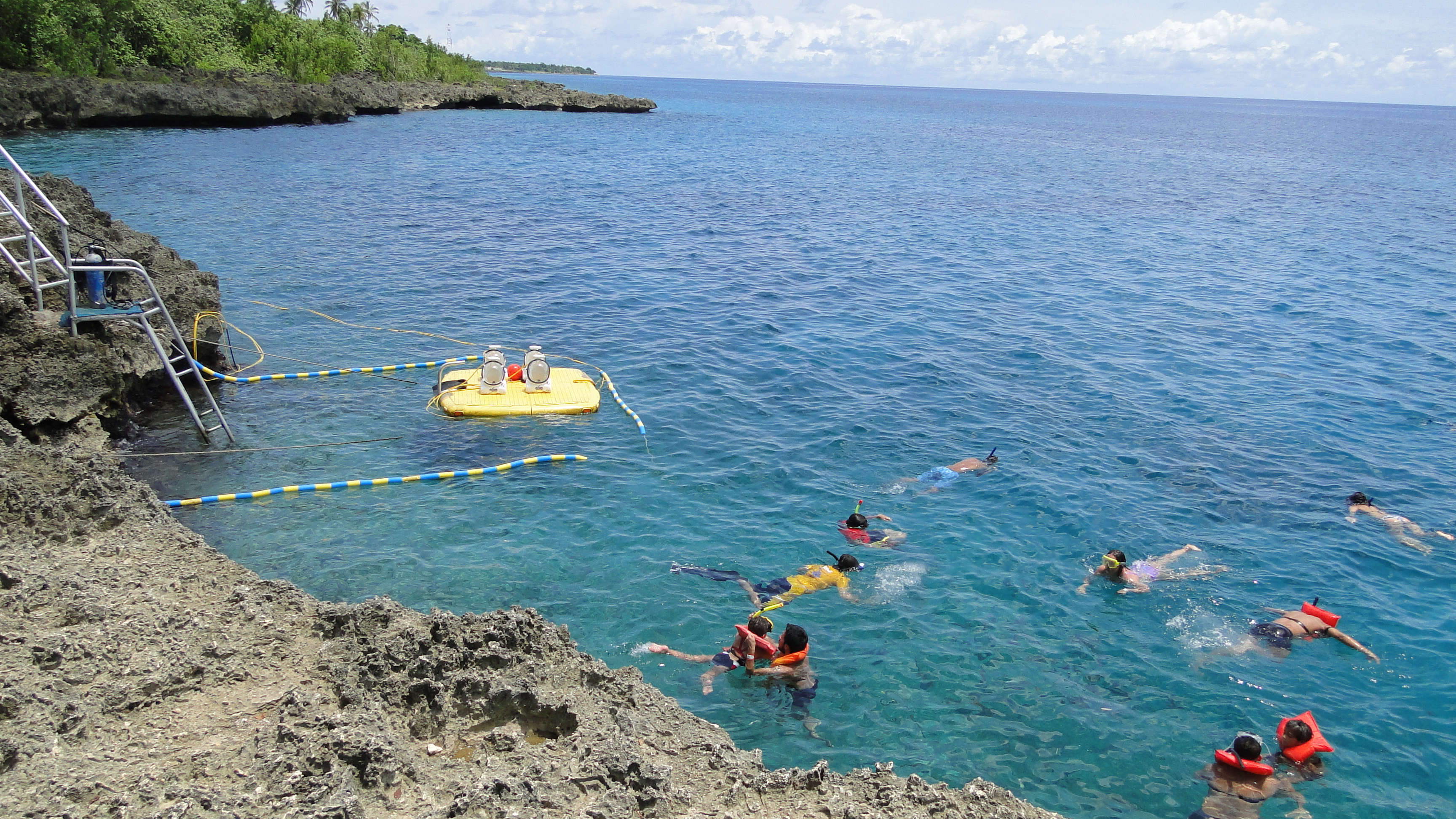
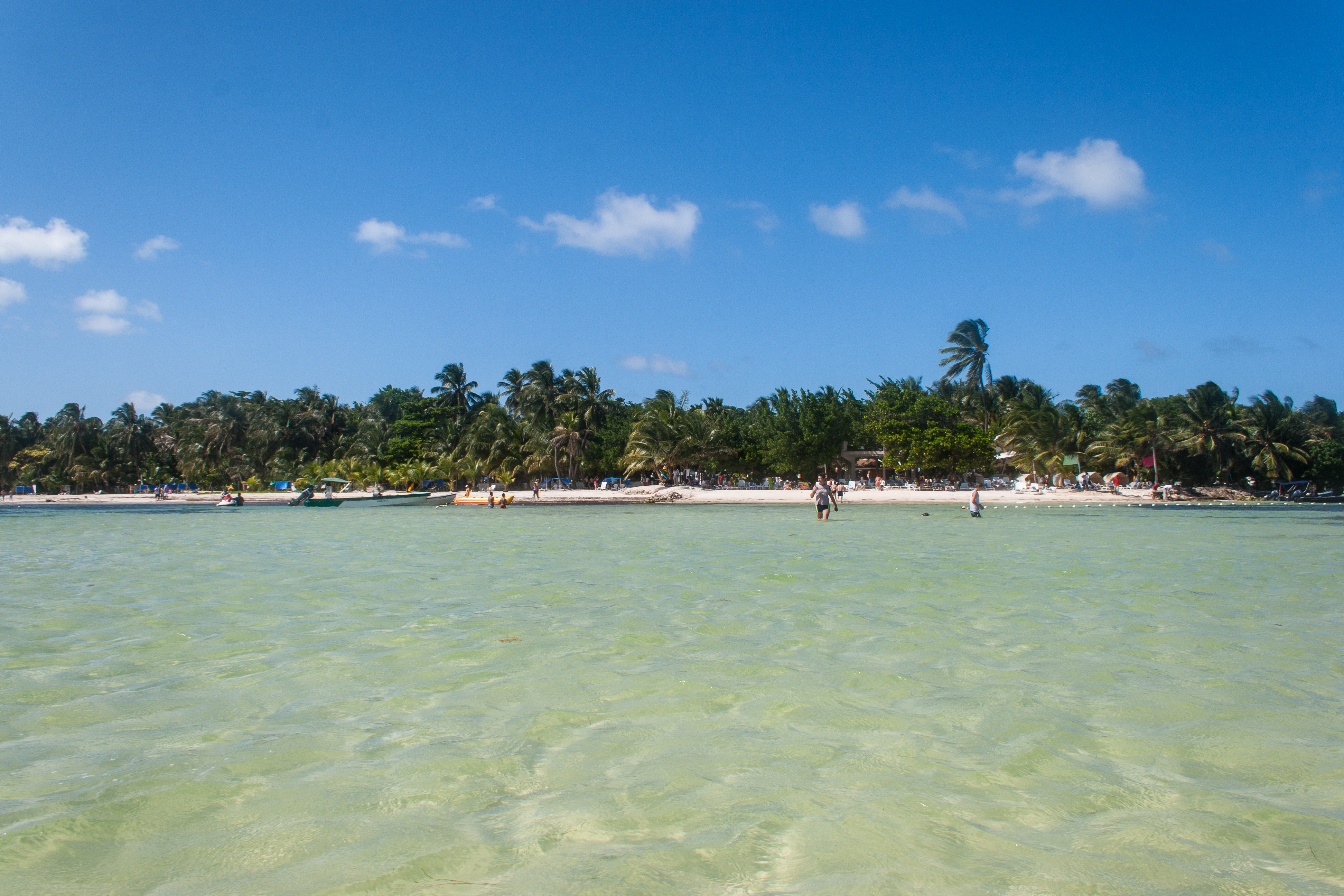
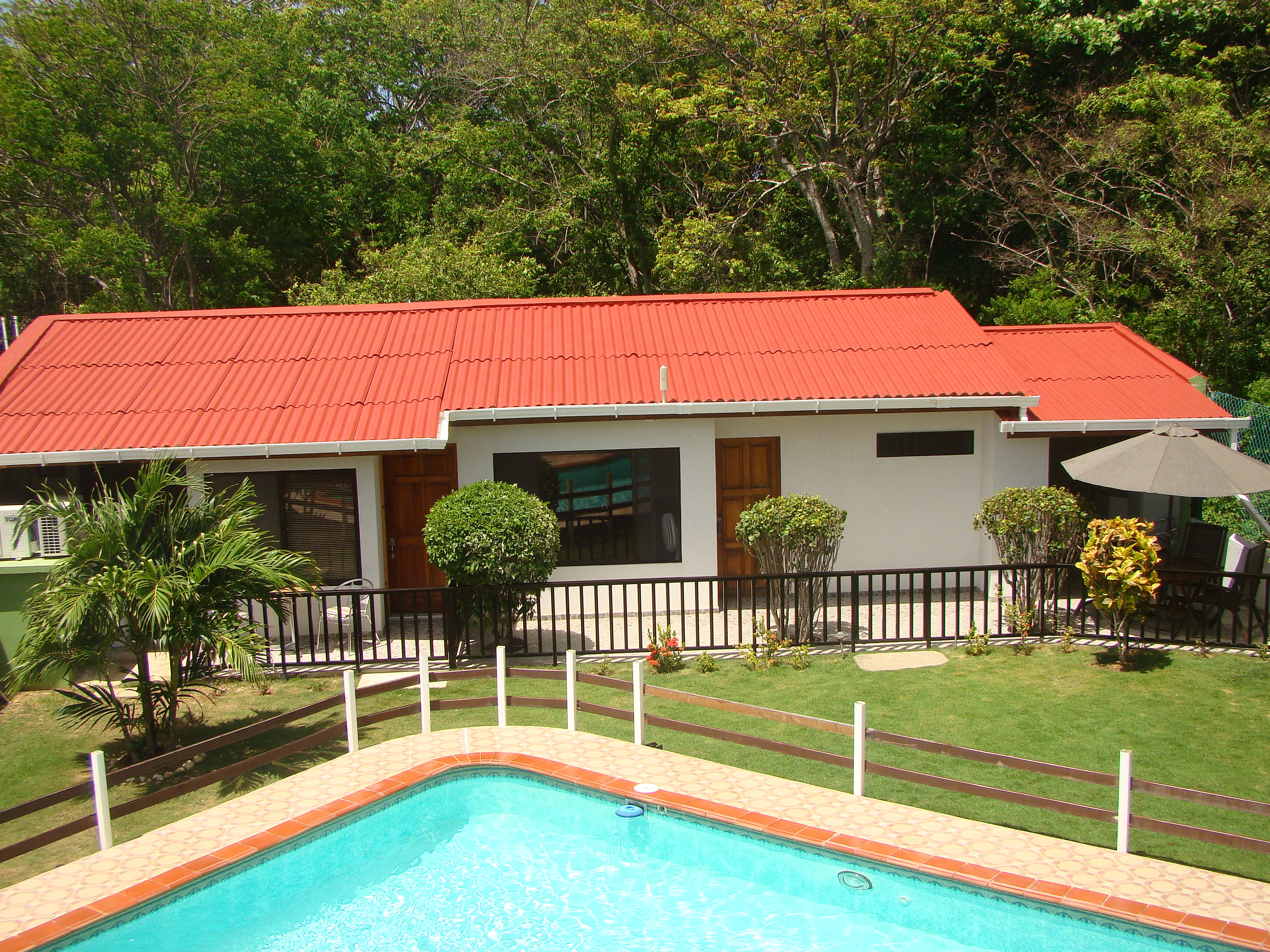
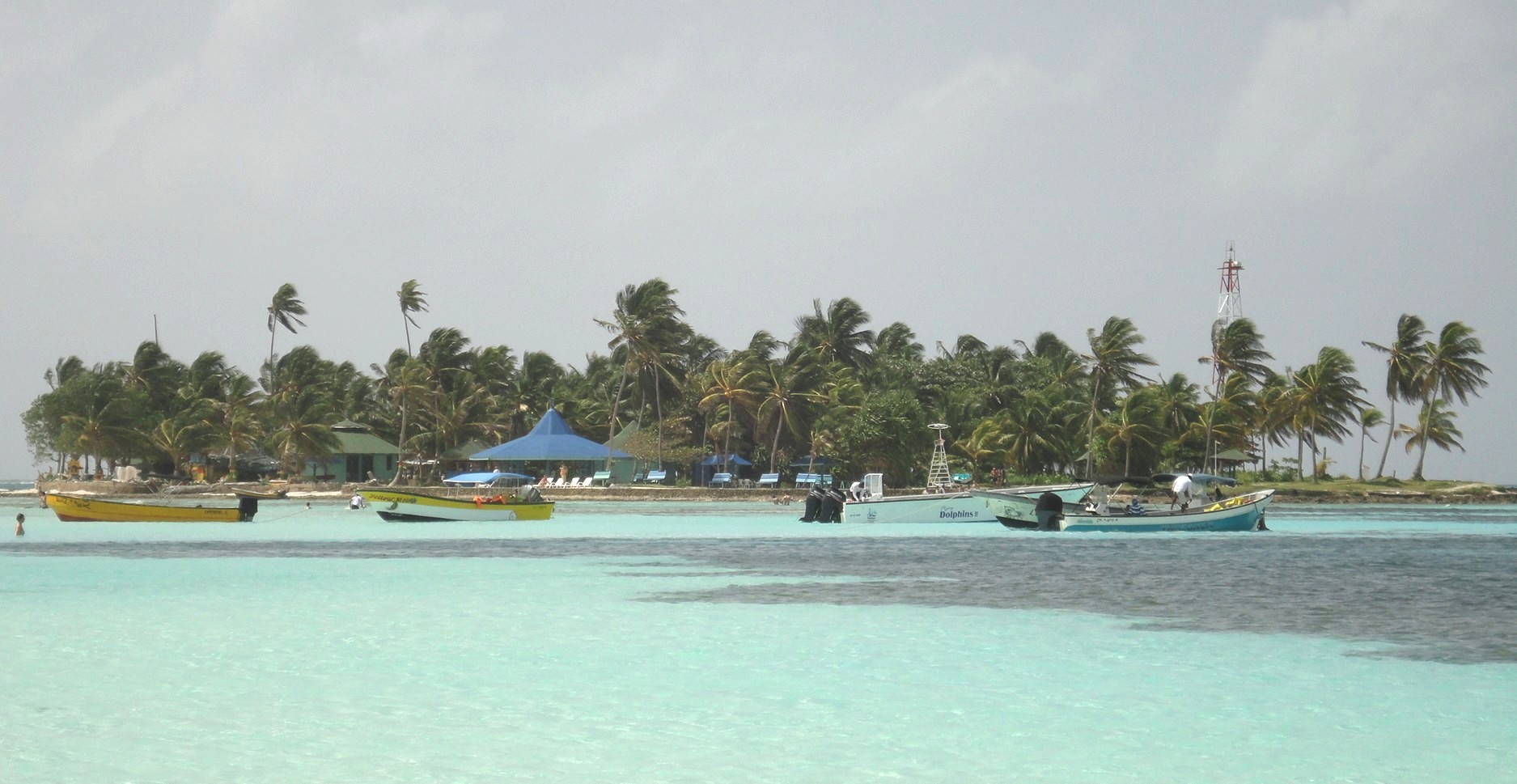
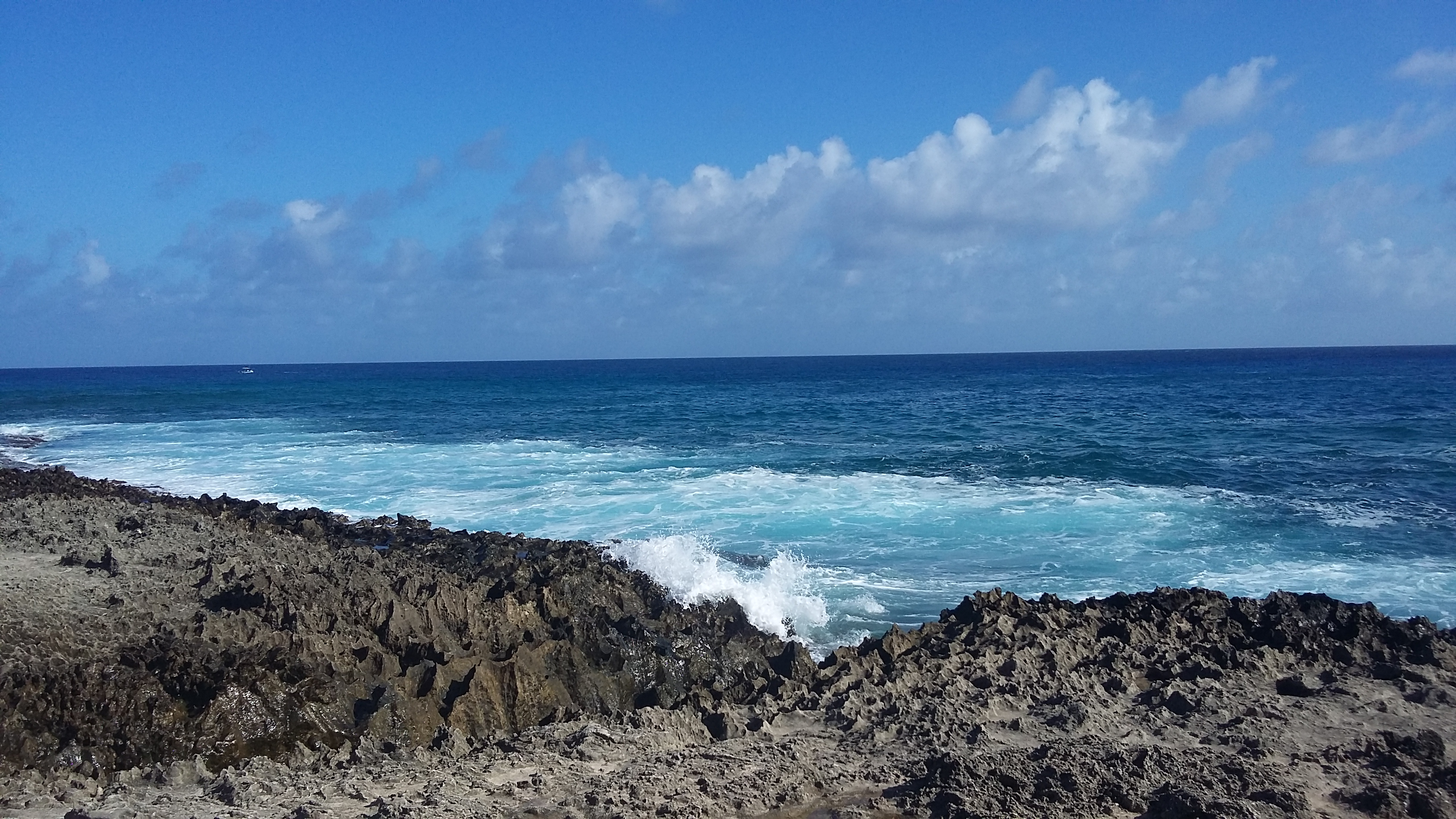